# Never Really Over
 (juin 2019).
Singles de Katy Perry
Con Calma (Remix)
(2019) Small Talk
(2019)
Never Really Over est une chanson de l’auteure-compositrice-interprète américaine Katy Perry, issue de son sixième album studio à paraître. Elle sort le 31 mai 2019 sous le label Capitol Records. Écrite par Katy Perry, Anton Zaslavski, Michelle Buzz, Jason Gill, Dagny, Farrago, Hayley Warner, Leah Haywood, ainsi que par Daniel James, et produite par Farrago, Dreamlab et Zedd, Never Really Over marque le deuxième partenariat artistique entre Perry et Zedd, faisant suite à leur précédente collaboration, 365 (en), également sortie en 2019. Le contenu lyrique du titre explore le déclin d’une relation amoureuse et la possibilité que ce même couple puisse se remettre ensemble, de manière que le schéma se répète infiniment.

## Genèse
Le 27 mai 2019, Universal Music évoque l’arrivée imminente d’un nouveau projet musical en rapport avec la chanteuse. Deux jours plus tard, la maison de disques invite subséquemment une poignée de fans à un événement tenu secret, durant lequel ces derniers participent à une lecture exclusive du morceau. Par la suite, Katy Perry révèle l’existence de Never Really Over le 28 mai, annonçant en même temps sa pré-sauvegarde sur Spotify. L’artiste dévoile également la pochette du single via Instagram, où elle apparait exhibant une perruque blonde volumineuse et une robe orange. Une bande-annonce du clip vidéo est diffusée le 30 mai au cours de l’émission télévisée Good Morning America.

## Composition
"Never Really Over" est une chanson électropop qui contient un rythme house. Perry a co-écrit la chanson avec Dagny, Michelle Buzz, Jason Gill, Gino Barletta, Hayley Warner et ses producteurs Leah Haywood et Daniel James de Dreamlab ainsi que Zedd. La piste est inspirée de la chanson de 2017 de Dagny (en) "Love You Like That" et dure 3 minutes et 44 secondes. Il est exécuté dans la clé de A ♭ majeur avec un tempo de 100 battements par minute.

## Réception critique
Jillian Mapes de Pitchfork l'a qualifié de "voie prometteuse" pour Perry et son meilleur single depuis "Walking on Air" en 2013, appréciant les paroles pour ne pas être "horriblement ringardes (un point faible noté pour Perry et ses co-auteurs)". Mapes a écrit que Perry a pris "de mauvaises décisions semblant séduisantes" et l'a salué comme son "refrain le plus impressionnant à ce jour".  Chris Willman de Variety a partagé une vue similaire, en disant que la répétition dans le refrain "fonctionne d'une manière ou d'une autre à l'avantage de la langue de la chanson". Gwen Ihant de The A.V. Club a écrit que la piste « met Perry en arrière droit earwormterritoire "et l'a appelé une" vitrine impressionnante "de sa voix avec un" rêve de songwriters addictif de crochet ". 
Dans The Independent, Roisin O'Connor considérait la chanson comme un "retour vraiment gratifiant" pour Perry après "une période de ratés", notant qu'elle avait "des crochets à gogo et rappelle ses jours Teenage Dream de musique pop vivifiante et lumineuse." Ilana Kaplan de Rolling Stone a favorisé "le retour de sa voix hypnotique" et a senti que la chanson "remet Perry là où elle appartient: sur Sugar Mountain."  Dans son examen pour Clash, Robin Murray l'a considéré comme un "joyau pop". D'un autre côté, Mikael Wood du Los Angeles Times a comparé les paroles "volontairement imprécises" de la chanson et "Me!" par Taylor Swift, concluant que malgré ses charmes, "Perry n'est probablement pas mieux protégé." Dans The New York Times, Jon Caramanica l'a décrit comme "Spotifycore norvégien" et comme une chanson Swift "bubble pop". 

## Clip vidéo
Un vidéoclip, réalisé par Philippa Price, accompagne la parution du single le 31 mai 2019. Deux jours plus tôt, Katy Perry partage une bande-annonce du clip à travers les réseaux sociaux, toujours complété avec la description « Let it go... », ou « Lâchez prise » en français.

## Crédits et personnel
- Katy Perry - chant, auteur-compositeur
- Dagny Sandvik - auteur-compositeur, chanson de crédit "Love You Like That"
- Michelle Buzz - auteur-compositeur, titre de crédit "Love You Like That"
- Jason Gill - auteur-compositeur, chanson de crédit "Love You Like That"
- Gino Barletta - chœurs, auteur-compositeur
- Hayley Warner - chœurs, auteur-compositeur
- Zedd - auteur-compositeur, producteur, programmeur, ingénieur de mixage, personnel de studio
- Leah Haywood - chœurs, auteur-compositeur, producteur, programmeur
- Daniel James - auteur-compositeur, producteur, programmeur
- Ryan Shanahan - ingénieur du son, ingénieur de mixage supplémentaire, personnel de studio
- Brian Cruz - assistant ingénieur du son, personnel du studio
- Dave Kutch - ingénieur maîtriser, personnel de studio

## Classements et certifications
| Classement (2019)                           | Meilleure position |
| ------------------------------------------- | ------------------ |
| Allemagne (Media Control AG)                | 47                 |
| Argentine (Argentina Hot 100 (en))          | 76                 |
| Australie (ARIA)                            | 7                  |
| Autriche (Ö3 Austria Top 40)                | 29                 |
| Belgique (Flandre Ultratop 50 Singles)      | 22                 |
| Belgique (Wallonie Ultratop 50 Singles)     | 16                 |
| Canada (Hot 100)                            | 7                  |
| Chine / FL Airplay (Billboard)              | 3                  |
| Communauté des États indépendants (Top Hit) | 137                |
| Croatie (HRT)                               | 5                  |
| Danemark (Tracklisten)                      | 36                 |
| Écosse (Official Charts Company)            | 4                  |
| Équateur (National-Report)                  | 60                 |
| Espagne (PROMUSICAE)                        | 67                 |
| Estonie (Eesti Tipp-40 (en))                | 18                 |
| États-Unis (Hot 100)                        | 15                 |
| États-Unis (Pop Airplay)                    | 11                 |
| États-Unis (Adult Pop Songs)                | 10                 |
| États-Unis (Adult Contemporary)             | 18                 |
| États-Unis (Dance/Mix Show Airplay (en))    | 15                 |
| États-Unis (Hot Dance Club Songs)           | 1                  |
| États-Unis (Rolling Stone Top 100)          | 5                  |
| Europe Digital Song Sales (Billboard)       | 5                  |
| Finlande (Suomen virallinen lista)          | 35                 |
| France (SNEP)                               | 102                |
| France (SNEP Ventes)                        | 8                  |
| Grèce (IFPI Greece)                         | 8                  |
| Hongrie (Stream Top 40)                     | 16                 |
| Hongrie (Top 40 de Rádiós)                  | 9                  |
| Hongrie (Top 40 unique )                    | 8                  |
| Irlande (IRMA)                              | 11                 |
| Italie (FIMI)                               | 32                 |
| Japon (Japan Hot 100)                       | 32                 |
| Lettonie (Laita)                            | 11                 |
| Liban (Lebanese Top 20)                     | 7                  |
| Lituanie (Agata)                            | 11                 |
| Malaisie (RIM (en))                         | 8                  |
| Mexique Airplay (Billboard)                 | 4                  |
| Norvège (VG-lista)                          | 24                 |
| Nouvelle-Zélande (RMNZ)                     | 14                 |
| Panama (Monitor Latino)                     | 15                 |
| Pays-Bas (Nederlandse Top 40)               | 17                 |
| Pays-Bas (Single Top 100)                   | 32                 |
| Philippines (Philippine Hot 100 (en))       | 10                 |
| Portugal (AFP)                              | 47                 |
| Tchéquie (IFPI Rádio)                       | 12                 |
| Tchéquie (IFPI Singles Digitál)             | 22                 |
| Royaume-Uni (UK Singles Chart)              | 12                 |
| Slovaquie (IFPI Rádio)                      | 17                 |
| Slovaquie (Singles Digitál Top 100)         | 13                 |
| Slovénie (SloTop50)                         | 22                 |
| Suède (Sverigetopplistan)                   | 44                 |
| Suisse (Schweizer Hitparade)                | 21                 |

| Région | Certification | Ventes/Streams |
| --- | ------------- | -------------- |
| Australie (ARIA) | 2 × Platine   | 140 000‡       |
| Canada (Music Canada) | Or            | 40 000‡        |
| États-Unis (RIAA) | Or            | 500 000‡       |
| Italie (FIMI) | Or            | 25 000‡        |
| Royaume-Uni (BPI) | Or            | 400 000‡       |
| *Ventes selon la certification ^Mise en rayon selon la certification xNon précisé par la certification ‡ventes/streaming selon la certification |               |                |

## Historique des sorties
| Pays       | Date        | Format                              |
| ---------- | ----------- | ----------------------------------- |
| Divers     | 31 mai 2019 | Téléchargement, diffusion           |
| États-Unis | 4 juin 2019 | Diffusion radiophonique généraliste |